# Jan Asselyn
Jan Asselyn o Asselijn (Dieppe, c. 1610 o 1615 – Amsterdam, 1º ottobre 1652 o 1660) è stato un pittore olandese del secolo d'oro.

## Biografia
Fu allievo di Jan Martszen il Giovane e di Esaias van de Velde (1587-1630) sotto la cui guida divenne un eccellente pittore di paesaggi e di figure di animali. Si distinse anche nella pittura di battaglie e di opere a tema storico. E in effetti, le sue prime opere conosciute, datate 1634 e 1635, sono battaglie dipinte nello stile di Jan Martszen il Giovane e in minor misura di Esaias van de Velde, aventi poco in comune con i successivi paesaggi eseguiti secondo lo stile e la tecnica dei pittori italiani del periodo.
Soprannominato Crabbetje (piccolo granchio) a causa di una deformità della mano destra, tuttavia fu tra i primi pittori fiamminghi ad adottare una tecnica pulita e luminosa di dipingere paesaggi nello stile di Claude Lorrain e il suo esempio fu presto seguito da altri artisti.
Fu attivo sia in Francia che in Italia, dove conobbe e prese a modello Pieter van Laer detto il Bamboccio (da cui la Scuola dei bamboccianti), anch'egli membro dei Bentvueghels.
Eseguì schizzi nella campagna intorno a Roma dove visse dal 1635 al 1644, ritraendo villaggi, antichità, figure e animali per poterne poi fare appropriato uso nei suoi disegni e dipinti. Arricchì i suoi paesaggi con vestigia di grandiosi palazzi e vedute dei luoghi che aveva trovato belli o per la disposizione o per la costruzione.
Le sue opere erano assai apprezzate in Amsterdam e parecchie di esse si trovano nei musei di questa città: ventiquattro di tali opere, che dipinse in Italia, furono riprodotte mediante incisione.
Dal 1644 al 1646 si stabilì a Lione dove, nel 1645, sposò la figlia di un mercante di Anversa, Antoiniette Huwaart. Il 10 agosto 1646 si trasferì a Parigi dove assieme ad altri pittori come Eustache Le Sueur e Herman van Swanevelt, lavorò alla decorazione dell'Hôtel Lambert. Queste opere fanno oggi parte della collezione del museo del Louvre.
Nel 1647 ritornò ad Amsterdam, dove istituì una scuola. Fra i suoi allievi, ricordiamo Frederik de Moucheron, anch'egli pittore paesaggista.
La sua opera più famosa è "Il cigno minacciato" (1640), rappresentante un cigno che difende il suo nido dall'attacco di un cane. Questo dipinto divenne un simbolo di resistenza nazionale, tuttavia si ignora se questo significato simbolico fu attribuito dall'autore stesso o da altri successivamente.

## Opere
- Cigno minacciato (1640), Rijksmuseum, Amsterdam
- Paesaggio italiano con rovine di un ponte romano e di un acquedotto, olio su tela, Rijksmuseum, Amsterdam
- Punta di Nisida, disegno a penna, 18,5x14,6 cm, Galleria dell'Accademia (Napoli)

## Galleria d'immagini

Opere di Jan Asselyn
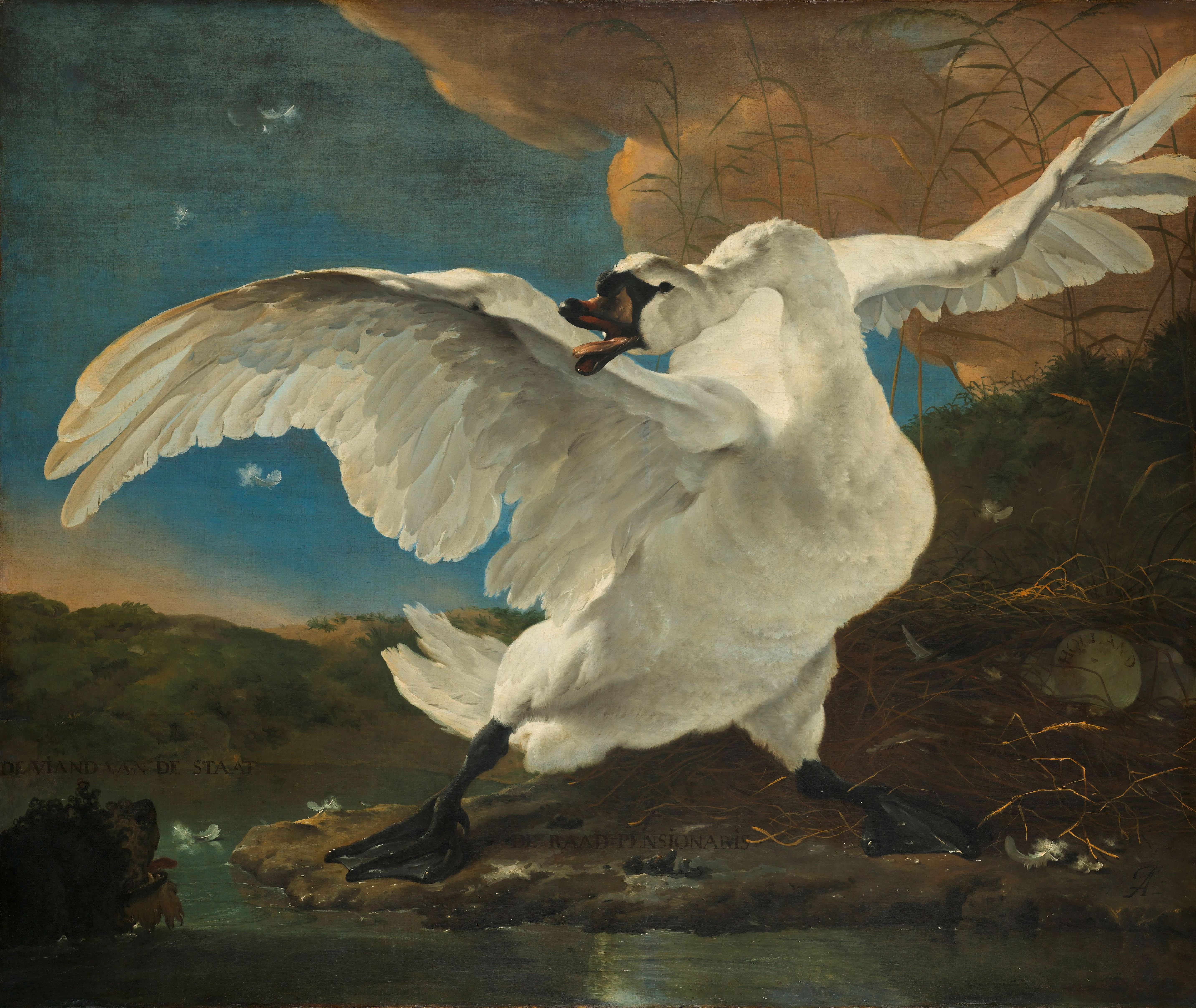
Cigno minacciato
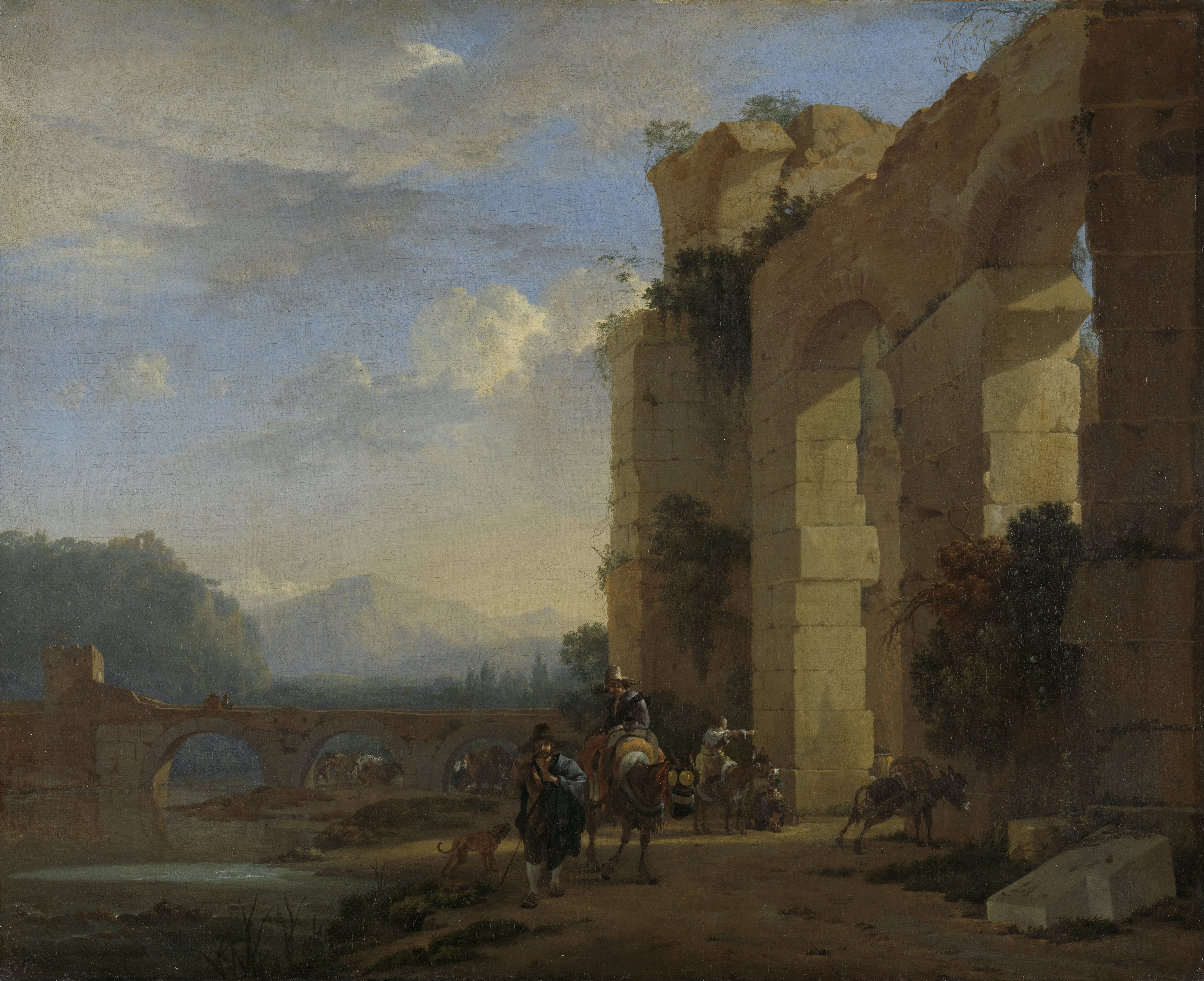
Paesaggio italiano con rovine di un ponte romano e di un acquedotto
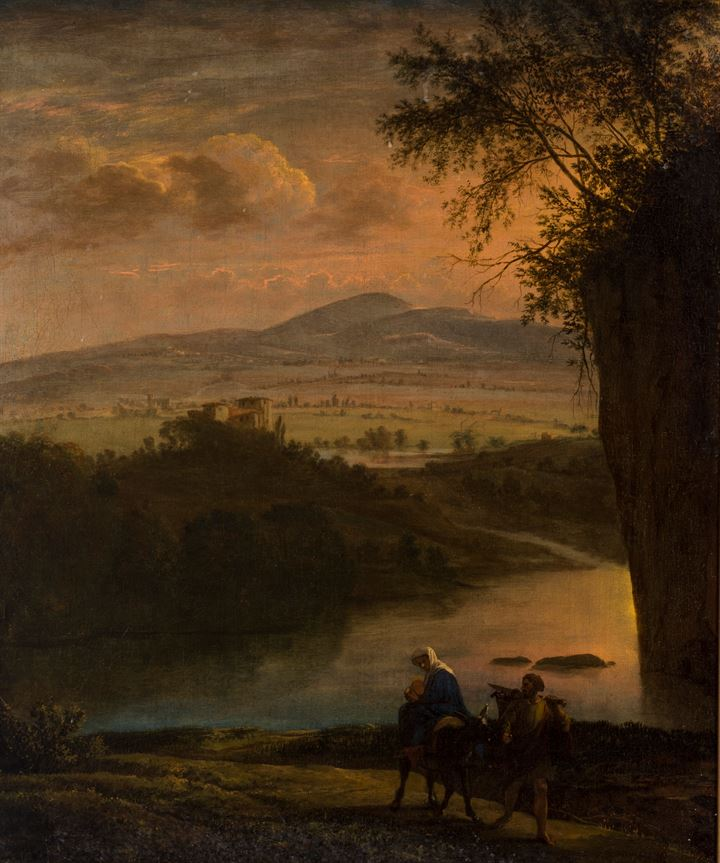
Fuga in Egitto, dipinto nel 1640 circa